# Sarbanissa kiriakoffi
Sarbanissa kiriakoffi là một loài bướm đêm trong họ Noctuidae.